# Andreas Maier
Andreas Maier (ur. 1 września 1967 w Bad Nauheim) – niemiecki pisarz. Studiował germanistykę, filologię klasyczną i filozofię na Uniwersytecie Goethego we Frankfurcie nad Menem. W 2002 uzyskał stopień doktora, broniąc pracę na temat poetyki i retoryki w twórczości prozatorskiej Thomasa Bernharda Laureat wielu nagród: m.in. w roku 2000 Nagrody im. Ernsta Wilhelma, w 2003 Nagrody im. Clemensa Brentano, w 2004 Nagrody Kandyda Towarzystwa Literackiego z Minden. W roku 2006 otrzymał stypendium artystyczne Villa Massimo.
W swoich tekstach tworzy portrety silnie skontrastowanych postaci, mówiących jedna przez drugą i jedna przeciwko drugiej, tak że opowiadane historie coraz bardziej toną w domysłach i podejrzeniach.

## Twórczość
- Wäldchestag, Frankfurt 2000
- Klausen, Frankfurt 2002
- Kirillow, Frankfurt 2005
- Bullau. Versuch über Natur, Frankfurt 2006
- Ich. Frankfurter Poetikvorlesungen, Frankfurt 2006
- Sanssouci, Frankfurt 2009
- Onkel J.: Heimatkunde, Berlin 2010
- Das Zimmer, Berlin 2010

## Polskie przekłady
- Kiryłow (Kirillow), Oficyna Wydawnicza Atut 2006